# Recherche de l'oxydase
 (novembre 2014).
Si vous disposez d'ouvrages ou d'articles de référence ou si vous connaissez des sites web de qualité traitant du thème abordé ici, merci de compléter l'article en donnant les références utiles à sa vérifiabilité et en les liant à la section « Notes et références ».
La recherche d'oxydase est une technique d'identification en bactériologie concernant les bactéries à gram négatif : la détection de l'enzyme oxydase permet d'orienter la recherche vers les genres Pseudomonas et vers la famille Vibrionaceae.
Les bactéries possédant l'enzyme oxydase peuvent oxyder le N-diméthyl-paraphénylene diamine, ce qui donne des produits violacés.

## Technique

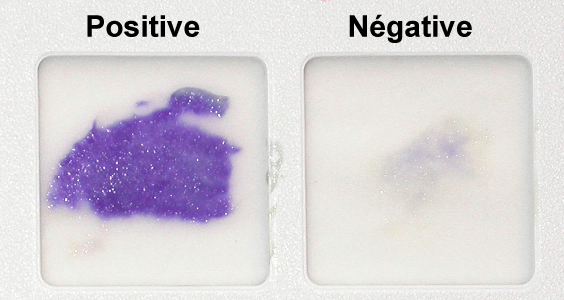
test de l'oxydase.

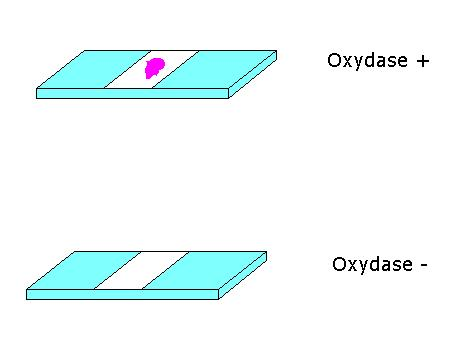
Résultats du test.

Un carré de papier buvard imbibé de substrat est posé sur une lame de verre ; puis des fragments de colonies sont fixés sur la lame de verre avec une pipette pasteur boutonnée.
- si le papier présente une tache violette : le substrat a été oxydé, la bactérie possède une oxydase.
- Si le papier reste incolore : il n'y a pas eu de réaction, la bactérie ne possède pas l'enzyme.

## Pertinence
- Principaux coques oxydase positive : Moraxella, quelques Neisseria
- Principaux bacilles oxydase positive : Pseudomonas, Burkholderiaceae, alcaligenes(+/-)
- Principaux bacilles oxydase négative : Enterobacteriaceae, Stenotrophomonas, Acinetobacter.